# Kraljevina Aragonija
Kraljevina Aragonija je nastala 1035. godine, ujedinjenjem grofovija Aragonije, Sobrarbe i Ribagorza pod Ramirom I., a traje sve do 1516. godine, kada umire Ferdinand II. Aragonski poznat i kao Ferdinand Katolički. Brakom između Fernanda Katoličkog i Izabele I. Kastilijske, ova dva kraljevstva su ujedinjena.

## Grofovija Aragonija
Grofovija Aragonija je stvorena krajem 8. i početkom 9. stoljeća u planinskom pojasu središnjih Pirineja radi obrane karolinške Franačke države protiv mogućih maurskih upada. Iako je u početku bio pod tutorstvom Franaka, širenjem se sve više oslobađala franačkog utjecaja. Njen prvi samostalni vladar je bio Aznar I. Galindez.
Brakom između Andregote, kćeri grofa Galinda I. od Aragona, i kralja Navare, Garcije Sančeza, došlo je do ujedinjenja kraljevine Navare s grofovijom Aragonijom, koja je zadržala određenu samostalnost. 
Godine 1035. Ramiro I., sin Sanča III. od Navare ujedinjuje grofovije Aragoniju, Sobrarbu i Ribagorzu i osniva Kraljevinu Aragoniju, pretvorivši se u prvog kralja Aragonije. Legitimitet nove dinastije uspjevaju postići Sančo Ramirez i Petar I., stavivši kraljevinu pod zaštitu Svete stolice. Tako je kraljevina Aragonija postala jedna od zapadnoevropskih kraljevina.

## Kraljevina Aragonija
Kad je kralja Navare, Sanča Garsesa je ubio rođeni brat 1076., stanovnici Navare, ne želeći njega za kralja izabrali su Sanča Ramireza od Aragonije za kralja, koji je tada pripojio krunu Pamplone kruni Aragonije. Sančo Ramirez i Petar I. vodili su uspješan rat protiv Maura. Godine 1095., Petar je osvojio Huescu, 1101. osvojio je Barbastro i Sarinenu, a 1104. mjesto Tamarite de Litera.
Pod vodstvom Alfonsa I., i uz suradnju francuskog plemstva osvojeni su bili gradovi Tudela, Tarazona, Calatayud, Daroca i Zaragoza. Osvajanje Zaragoze 1118. godine značilo je pad maurskog kraljevstva što je radikalno promijenilo socijalne strukture i duhovne horizonte malog kraljevstva gorštaka koje je do tada bila Aragonija.
Pošto nije imao nasljednika, Alfons I. je oporukom zemlju ostavio viteškim redovima, ali to u Aragoniji nije bilo prihvaćeno. Njegov brat, Ramiro II., monah, koji je u to vrijeme bio biskup Roda-Barbastre, proglašen je za kralja. U Navari, za kralja je bio izabran Garcia Ramirez, čime je došlo do odvajanja kraljevstava Aragonije i Navare.

## Ujedinjenje Katalonije i Aragonije
Ramiro II. je oženio Ines Pitu, francusku udovicu plemićkog podrijetla, s kojom je 11. kolovoza 1136. dobio kćer Petronilu. Godine 1137. Ramiro II. je osigurao nasljednika prijestolja zaručivši Petronilu s grofom Ramonom Berengerom IV. od Barcelone. Brak je bio zaključen 1150. godine, kada je Petronila imala 14 godina. Nešto kasnije Petronila je postala kraljica, a Ramon Berenger IV. grof Barcelone postao je princ Aragonije, što je ubrzalo ujedinjenje Aragonije s Katalonijom. Njihov sin, Alfons II., bio je prvi koji je naslijedio titule kralj od Aragonije i grof od Barcelone.
| Popis kršćanskih kraljevina na Pirenejskom poluotoku od Rekonkviste do danas |                     |                     |                 |                      |                   |                      |                     |                     |                     |
| Portugal                                                                     | Španjolska          | Španjolska          | Španjolska      | Španjolska           | Španjolska        | Španjolska           | Španjolska          | Španjolska          | Španjolska          |
| Portugal                                                                     | Kruna Kastilije     | Kruna Kastilije     | Kruna Kastilije | Kruna Kastilije      | Kraljevina Navara | Kruna Aragonije      | Kruna Aragonije     | Kruna Aragonije     | Kruna Aragonije     |
| Portugal                                                                     | Kraljevina Galicija | Kraljevina Asturija | Kraljevina Leon | Kraljevina Kastilija | Kraljevina Navara | Kraljevina Aragonija | Grofovija Barcelona | Kraljevina Valencia | Kraljevina Mallorca |